# Yeongyang
Huyện Yeongyang (Yeongyang-gun) là một huyện nội địa ở đông bắc tỉnh Gyeongsang Bắc, Hàn Quốc. Huyện này có diện tích 815,11 km², dân số 21.381 người. Đây là huyện cách trở giao thông, có ít dân nhất tỉnh này. Địa hình núi non, chỉ có 10% đất canh tác được. Nơi này nổi tiếng vì các loại sốt ớt và táo, và là nơi đóng trụ sở của trạm thử nghiệm ớt, tiêu Yeongyang. Từ năm 1984, huyện đã tổ chức sự kiện "Miss Chili Pepper" để đại diện ớt Yeongyang
Nơi này liên kết với các huyện:
-Gangdong-gu, Hàn Quốc
-Eunpyeong-gu, Hàn Quốc